# 丙酸铈(III)
丙酸铈(III)是一种化合物，化学式为Ce(C2H5COO)3。它可由丙酸和碳酸铈反应得到，或由氯化铈和丙酸、氨水反应制得。它从溶液中析出水合物（Ce(C2H5COO)3·5H2O），加热得到无水物，进一步加热得到二氧化铈。